# Zygmunt Smalcerz
Zygmunt Smalcerz   (Bestwinka, 8 de juny de 1941) és un aixecador polonès que va competir durant les dècades de 1960 i 1970.
El 1972 va prendre part en els Jocs Olímpics d'Estiu de Múnic, on va guanyar la medalla d'or en la categoria del pes mosca del programa d'halterofília. Quatre anys més tard, als Jocs de Mont-real, una lesió l'obligà a retirar-se de la mateixa prova.
En el seu palmarès també destaquen tres medalles d'or i una de bronze al Campionat del món d'halterofília entre 1971 i 1975; quatre medalles d'or al Campionat d'Europa d'halterofília i sis campionats nacionals. També aconseguí quatre rècords del món i vint-i-un de nacionals. Un cop retirat exercí d'entrenador. El 1975 fou escollit el millor esportista polonès i el 2002 fou incorporat a l'International Weightlifting Federation Hall of Fame.